# Олівер Тауншип (округ Міффлін, Пенсільванія)
Олівер Тауншип (англ. Oliver Township) — селище (англ. township) в США, в окрузі Міффлін штату Пенсільванія. Населення — 2061 особа (2020).

## Демографія
Згідно з переписом 2010 року, у селищі мешкало 2175 осіб у 853 домогосподарствах у складі 625 родин. Було 994 помешкання
Расовий склад населення:
| - 98,3 % — білих - 0,3 % — чорних або афроамериканців - 0,3 % — азіатів |

До двох чи більше рас належало 1,0 %. Частка іспаномовних становила 0,7 % від усіх жителів.
За віковим діапазоном населення розподілялося таким чином: 23,5 % — особи молодші 18 років, 59,1 % — особи у віці 18—64 років, 17,4 % — особи у віці 65 років та старші. Медіана віку мешканця становила 42,7 року. На 100 осіб жіночої статі у селищі припадало 99,0 чоловіків;  на 100 жінок у віці від 18 років та старших — 95,5 чоловіків також старших 18 років.
Середній дохід на одне домашнє господарство  становив 56 432 долари США (медіана — 47 153), а середній дохід на одну сім'ю — 63 028 доларів (медіана — 52 656). Медіана доходів становила 40 729 доларів для чоловіків та 32 143 долари для жінок. За межею бідності перебувало 7,5 % осіб, у тому числі 5,6 % дітей у віці до 18 років та 7,8 % осіб у віці 65 років та старших.
Цивільне працевлаштоване населення становило 891 особа. Основні галузі зайнятості: освіта, охорона здоров'я та соціальна допомога — 25,6 %, виробництво — 19,9 %, роздрібна торгівля — 12,9 %, транспорт — 7,6 %.